# Червоногранітне
Червоногранітне — селище в Україні, у Житомирському районі Житомирської області. Входить до складу Хорошівської селищної громади. Населення становить 534 особи.

## Історія
Утворене на базі населеного пункту Лезниківського кар'єроуправління, що виник 1946 року. Взяте на облік під сучасною назвою 5 серпня 1960 року.

## Населення
За даними перепису 2001 року населення селища становило 534 особи, з них 97,75 % зазначили рідною українську мову, а 2,25 % — російську.

## Соціальна сфера
- Червогранітнянська загальноосвітня школа І-ІІ ступенів, Червоногранітнянський ДНЗ (вул. Щорса, 6)[3]